# Nathan Porges
Pour les articles homonymes, voir Porges.
Nathan Porges (21 décembre 1848 - 27 août 1924) était un rabbin allemand de Moravie.

## Biographie
Il naquit à Prossnitz en margraviat de Moravie, province qui faisait alors partie de l'empire d'Autriche. Il fit ses études dans sa ville natale de Prossnitz, au gymnase d'Olmütz, à l'université de Breslau (où il passa son doctorat en 1869) et au Séminaire théologique juif de Breslau, obtenant le rabbinat en 1869. Il devint successivement rabbin à Nakel (1875), Mannheim (1879), Pilsen (1880), Karlsbad (1882), et Leipzig où il commença à officier en 1888. Il mourut à Wurtzbourg.

## Œuvres
Porges écrivit un grand nombre d'articles, essais, et de critiques pour des périodiques parmi lesquels :
- la Revue des études juives
- la Monatsschrift für Geschichte und Wissenschaft des Judenthums
- la Zeitschrift für Hebräische Bibliographie
- le Centralblatt für Bibliothekswesen.

Il est l'auteur de :
- Über die Verbalstammbildung in den Semitischen Sprachen, Vienne, 1875
- Bibelkunde und Babelfunde, Leipzig, 1903.